# Музей окупацій (Таллінн)
Музе́й окупа́цій (ест. Okupatsioonide muuseum) — музей у Таллінні. Постійна експозиція відкритого 2003 року Музею окупації, зображає розвиток Естонії у 1940–1991 роках, коли Естонію було почергово окуповано Радянським Союзом, Німеччиною і потім знову СРСР.

## Історія
Музей було створено 2003 року фондом Фонд Кістлер-Рітсо Еесті (ест. Kistler-Ritso Eesti Sihtasutus). Зібрані та виставлені в музеї документи й експонати покликані розповісти про окупаційний період.

## Контакти музею
Музей встановив контакти з державними, громадськими організаціями в Естонії та за рубежем, що мають аналогічні програми, налагоджено співпрацю з Міжнародною комісією розслідування злочинів, Державною комісією з розслідування репресивної окупаційної політики, організацією «Memento» й Центром досліджень радянського періоду (S-keskus). Підготовлено спільний проект із Російським «Меморіалом». Встановлено зв'язок із музеєм ГУЛагу, колишнього табору політв'язнів Nr. 35 у Пермському краї. Розпочато спільні проекти з фондом Культурний капітал Естонії та Варшавським центром KARTA.

## Галерея

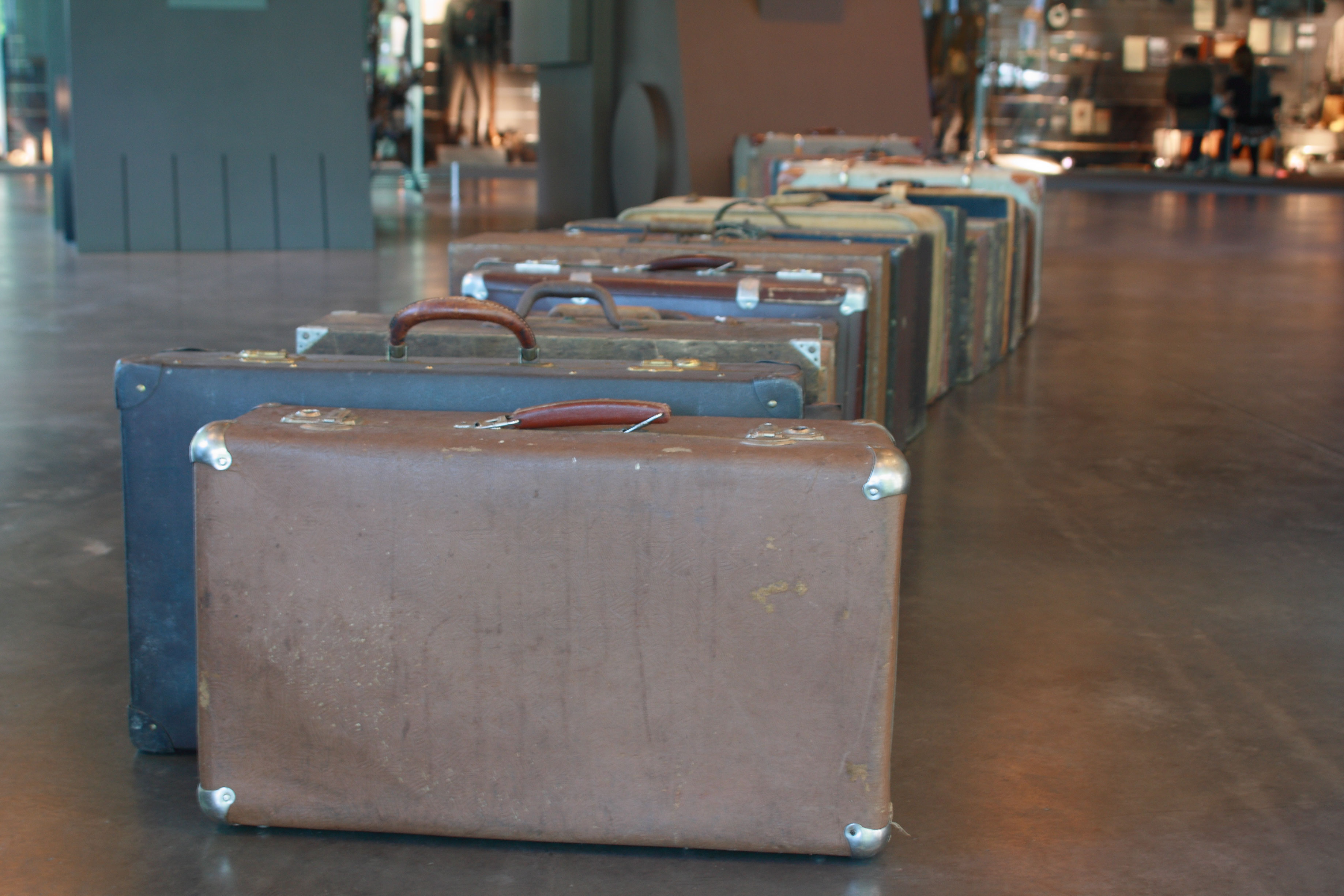
Валіза - один із символів окупаційних режимів
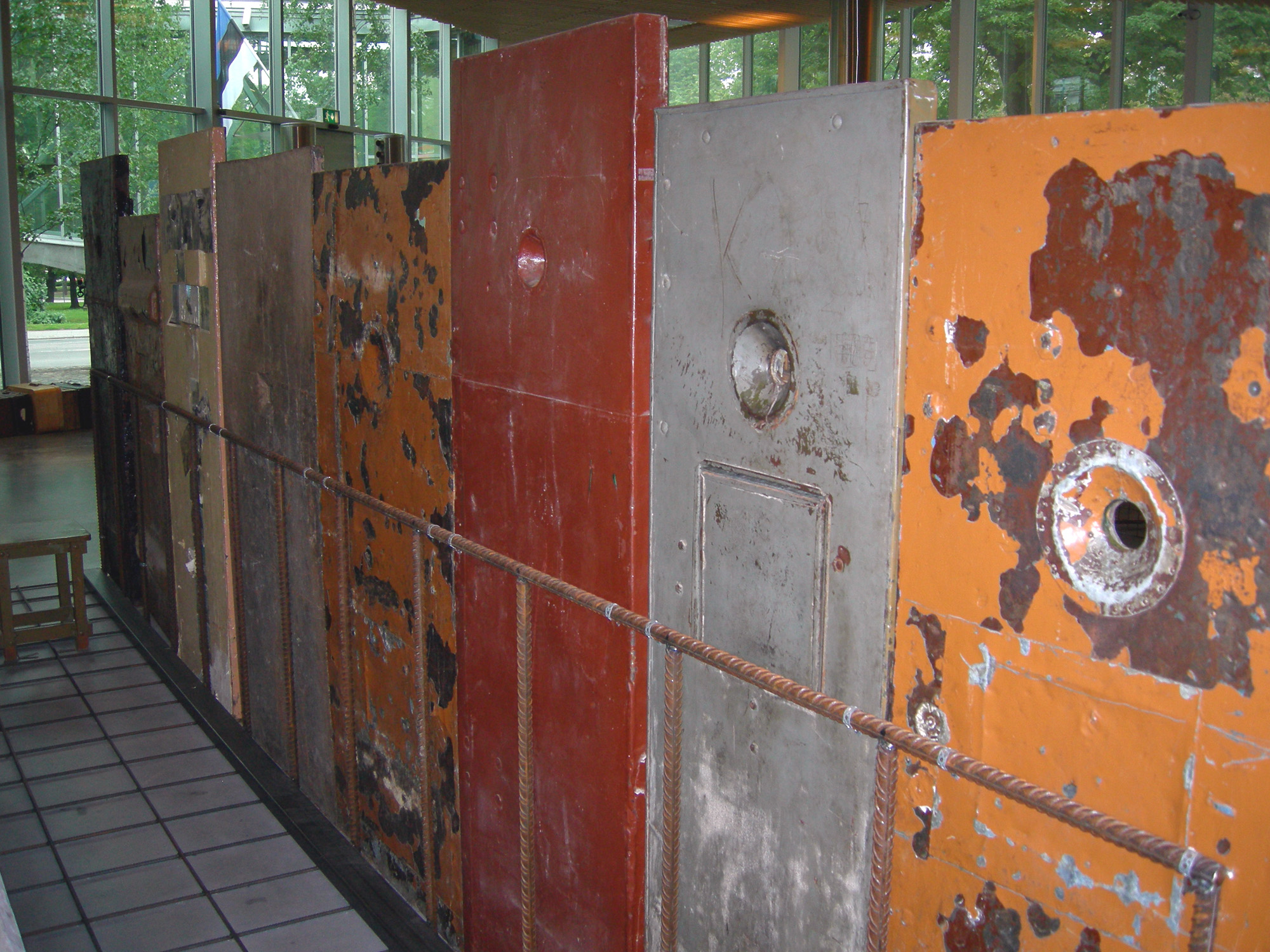
Двері в’язниці Тартуського арештного дому, Талліннської центральної в’язниці та Військової тюрми.
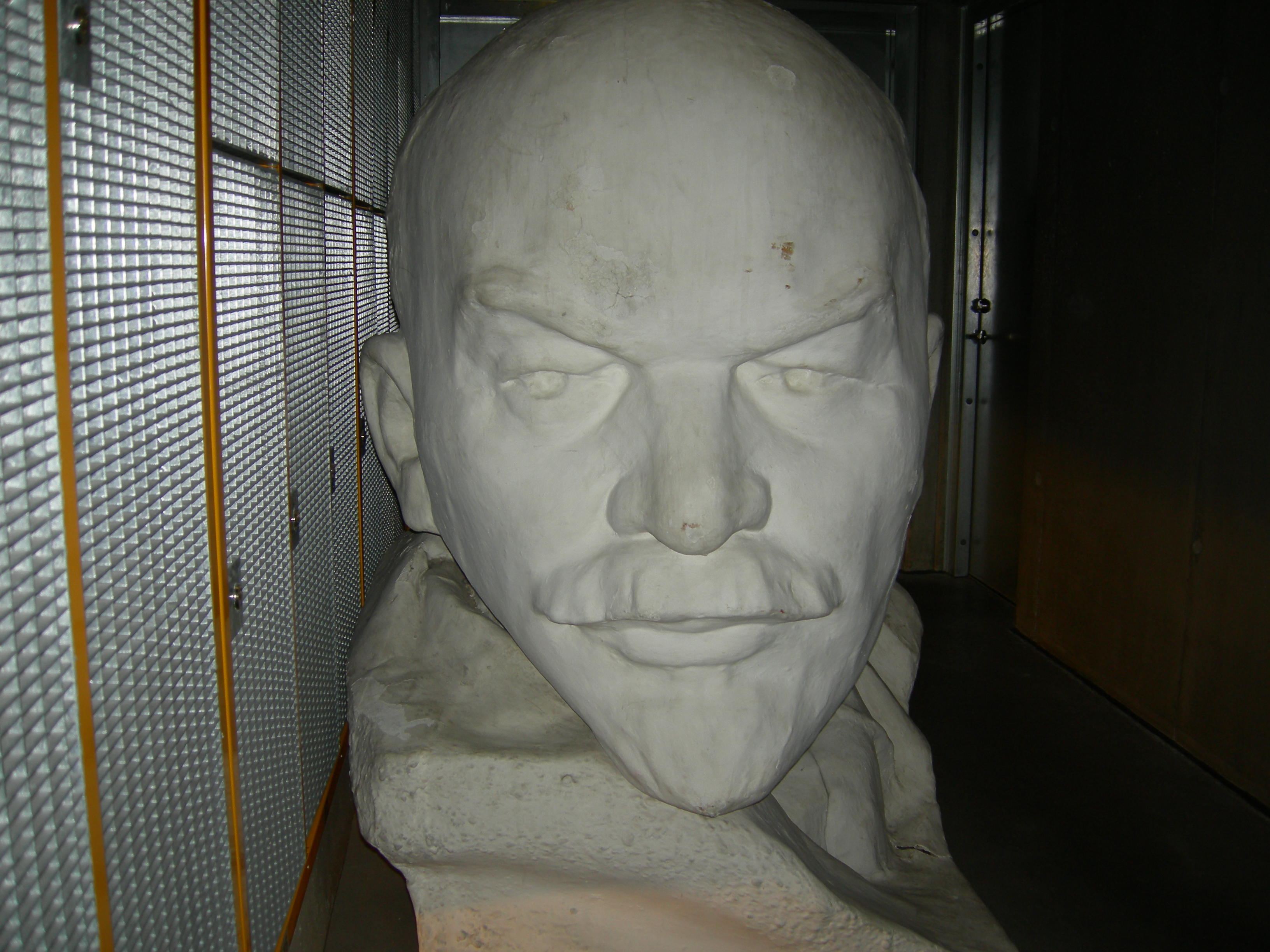
Бюст Леніна